# Jhamir Ordain
Jhamir Kareem Ordain Alexander (ur. 29 lipca 1993 w San José) – kostarykański piłkarz występujący na pozycji prawego obrońcy, obecnie zawodnik Herediano.

## Kariera klubowa
Ordain pochodzi z miejscowości Siquirres, w prowincji Limón. Karierę piłkarską rozpoczynał w klubie Santos de Guápiles, do którego pierwszej drużyny – wówczas beniaminka najwyższej klasy rozgrywkowej – został włączony w wieku szesnastu lat przez szkoleniowca Rónalda Gómeza. W kostarykańskiej Primera División zadebiutował 28 kwietnia 2010 w przegranym 0:1 spotkaniu z Deportivo Saprissa. Przez pierwsze trzy lata pełnił jednak wyłącznie rolę rezerwowego i na ligowych boiskach pojawiał się sporadycznie. W wiosennym sezonie Verano 2012 wywalczył z Santosem wicemistrzostwo Kostaryki (rozegrał jedynie pięć spotkań) i dopiero po tym sukcesie został podstawowym zawodnikiem ekipy. W styczniu 2017 podpisał umowę z amerykańskim Portland Timbers; nie znalazł jednak uznania w oczach trenera Caleba Portera i zaledwie dwa tygodnie później został wypożyczony na pół roku z powrotem do macierzystego klubu. Ogółem barwy Santosu reprezentował przez osiem lat.
W czerwcu 2017 Ordain został piłkarzem ówczesnego mistrza Kostaryki – ekipy CS Herediano. Od razu wywalczył sobie pewne miejsce w linii defensywy i już w jesiennym sezonie Apertura 2017 zdobył z drużyną z miasta Heredia wicemistrzostwo Kostaryki.

## Kariera reprezentacyjna
W lutym 2013 Ordain został powołany przez Jafeta Soto do reprezentacji Kostaryki U-20 na Mistrzostwa Ameryki Północnej U-20. Uprzednio występował w kwalifikacjach do tego turnieju, zaś na meksykańskich boiskach rozegrał dwa z trzech możliwych spotkań (obydwa w pierwszym składzie). Jego drużyna odpadła wówczas z rozgrywek już w ćwierćfinale, ulegając w nim Kubie (1:2) i nie zakwalifikowała się na Mistrzostwa Świata U-20 w Turcji. Już kilka dni później znalazł się w składzie na Igrzyska Ameryki Środkowej w San José; tam miał pewne miejsce w jedenastce i wystąpił we wszystkich czterech spotkaniach od pierwszej minuty, strzelając gola w meczu fazy grupowej z Belize (3:0). Kostarykańczycy – pełniący wówczas rolę gospodarzy – zdobyli ostatecznie srebrny medal na męskim turnieju piłkarskim, przegrywając w finale z Hondurasowi (0:1).
W listopadzie 2014 Ordain znalazł się w ogłoszonym przez selekcjonera Paulo Wanchope'a składzie olimpijskiej reprezentacji Kostaryki U-23 na Igrzyska Ameryki Środkowej i Karaibów w Veracruz. Wystąpił wówczas w jednym z trzech możliwych meczów – w grupowej konfrontacji Haiti (2:2), w którym wpisał się również na listę strzelców. Jego drużyna odpadła natomiast z meksykańskich igrzysk już w fazie grupowej. W październiku 2015 wziął udział w północnoamerykańskim turnieju kwalifikacyjnym do Igrzysk Olimpijskich w Rio de Janeiro (uprzednio występował w eliminacjach wstępnych); rozegrał dwa z trzech możliwych spotkań (obydwa w pełnym wymiarze czasowym), natomiast jego kadra – prowadzona przez Luisa Fernando Fallasa – zakończyła swój udział w rozgrywkach już w fazie grupowej i nie awansowała na igrzyska.
W styczniu 2017 Ordain został powołany przez selekcjonera Óscara Ramíreza do reprezentacji Kostaryki na turniej Copa Centroamericana. Tam 15 stycznia w wygranym 3:0 meczu z Belize zadebiutował w seniorskiej kadrze. Ogółem podczas tych rozgrywek rozegrał dwa z pięciu możliwych spotkań (obydwa w wyjściowym składzie), zaś Kostarykańczycy uplasowali się na czwartym miejscu. Sześć miesięcy znalazł się w składzie na Złoty Puchar CONCACAF, już w trakcie rozgrywek awaryjnie zastępując kontuzjowanego Cristiana Gamboę. Podczas tego turnieju ani razu nie pojawił się jednak na boisku, a jego drużyna odpadła po półfinałowej porażce z gospodarzem i późniejszym triumfatorem – USA (0:2).